# Parapachyloides armatus
Parapachyloides armatus is een hooiwagen uit de familie Gonyleptidae.